# Досо-Финзуе (Комо)
Досо-Финзуе је насеље у Италији у округу Комо, региону Ломбардија.
Према процени из 2011. у насељу је живело 50 становника. Насеље се налази на надморској висини од 1191 м.